# Cabruta
Cabruta ist ein venezolanisches Dorf am Orinoco, im Bundesstaat Guárico. Das Dorf hat etwa 5500 Einwohner.
Zurzeit wird eine dritte Brücke über dem Orinoco an dieser Stelle gebaut.

## Geographie
Cabruta liegt im Bezirk Las Mercedes.
Der Schwerpunkt Venezuelas liegt in der Umgebung von Cabruta.